# Carolyn Carlson
Pour les articles homonymes, voir Carlson.
Carolyn Carlson, née le 7 mars 1943 à Oakland en Californie, est danseuse, chorégraphe, ainsi que poète et calligraphe franco-américaine.
Grande figure de la Nouvelle danse française, elle a joué un rôle central dans la promotion de la danse contemporaine en France et en Italie avec le GRTOP à l'Opéra de Paris et le Teatrodanza à La Fenice. Auteur de plus d'une centaine de pièces, elle est la fondatrice de l'Atelier de Paris-Carolyn Carlson à La Cartoucherie en 1999 et a été la directrice du Centre chorégraphique national Roubaix - Nord-Pas-de-Calais. Elle a fondé également la Carolyn Carlson Company, associée au théâtre national de Chaillot de 2014 à 2016.

## Biographie

### Famille et formation
Née en Californie de parents d’origine finlandaise, Carolyn Carlson commence la danse en suivant les enseignements de danse classique à l'école du San Francisco Ballet et à l'université d'État de l'Utah.
À Salt Lake City, elle suit les cours de Joan Woodbury, élève de Mary Wigman et pilier de l’enseignement chorégraphique à l’université d’Utah. Elle découvre le travail de la chorégraphe et pédagogue Anna Sokolow, venue pour créer une pièce avec les étudiants. Cette rencontre lui offre l’occasion d’interpréter son premier solo.

### Période new-yorkaise auprès d'Alwin Nikolais
Alwin Nikolais, qu’elle définit toujours comme son maître et qu’elle a rencontré à l’université de l’Utah, ensuite suivi à New York, a profondément influencé sa conception du mouvement, de la lumière et de la musique. La rencontre de Nikolais coïncide avec celle du New York des années soixante. En 1965, Carolyn Carlson rejoint le Nikolais Dance Theater dont elle devient rapidement l’une des principales solistes. C’est là, au sein de la compagnie que Nikolais donne à la jeune chorégraphe la possibilité de développer son propre travail. C’est aussi au sein de la compagnie qu’elle rencontre l'éclairagiste John Davis, qui deviendra l’un de ses complices artistiques pour de nombreuses années. Elle participe à cette époque, avec le danseur Emery Hermans, au film Image, Flesh and Voice, d'Ed Emshwiller (1969),.

### Émergence en France avec le GRTOP
En 1970, Carolyn Carlson s’éloigne du Nikolais Dance Theater et développe ses propres projets. Quelques mois plus tard, elle part pour la France, accompagnée par John Davis. Là, elle rencontre Anne Béranger qui l’engage dans sa compagnie en tant que soliste et chorégraphe. À l’été 1972, au Festival d'Avignon dans la Cour d'honneur du Palais des papes, elle présente Rituel pour un rêve mort, sa deuxième création pour la compagnie. La pièce la révèle au public français. Pour la chorégraphe, Rituel pour un rêve mort, inspiré de ses lectures avec John Davis de Friedrich Nietzsche, représente une sorte de révélation de son désir de créatrice : une danse définitivement tournée vers la philosophie et la spiritualité.[non neutre]
C’est au sein de la compagnie Anne Béranger que Carolyn Carlson rencontre le danseur qui sera un de ses plus illustres partenaires : Larrio Ekson. Ensemble, ils interpréteront plus d’une trentaine de pièces dans le cadre d’une collaboration qui s’étend sur deux décennies.
En 1973, le directeur de l’Opéra de Hambourg, Rolf Liebermann, invite Nicolas Schöffer, Pierre Henry et Alwin Nikolais à créer Kyldex 1. Carolyn Carlson, conviée à participer au projet, fait la rencontre de celui qui quelques mois plus tard devient l’administrateur général de l’Opéra de Paris. Dans les mois suivant, Carolyn Carlson, accompagnée par Larrio Ekson, crée Red Shift pour la London Contemporary Dance Company. Durant les répétitions, elle reçoit la visite d’Hugues Le Gall qui lui propose de participer à une soirée d’Hommage à Edgard Varèse à l’Opéra de Paris. Poursuivant sa recherche inspirée par Nietzsche, elle prépare durant trois mois avec John Davis le solo Density 21,5 marqué d’une figure à mi-chemin entre l’être humain et l’oiseau.
Rolf Liebermann invite[réf. nécessaire], durant l'année 1974, Carolyn Carlson à l’Opéra de Paris en la nommant « chorégraphe-étoile », statut créé spécialement pour elle. Elle rassemble un groupe de danseurs qu’elle conduit avec John Davis et qui devient le GRTOP (Groupe de recherche théâtrale de l'Opéra de Paris), installé dans la Rotonde des Abonnés. Le GRTOP se compose de personnalités telles que Larrio Ekson, Odile Azagury, Dominique Petit, Caroline Marcadé, Anne-Marie Reynaud, Peter Morin et Quentin Rouillier. Par la suite, ils sont rejoints par Malou Airaudo et Dominique Mercy. De 1974 à 1980, de Sablier Prison aux Architectes, le GRTOP est une période de grande créativité pour Carolyn Carlson, marquée par des pièces comme L’Or des fous/Les Fous de l’Or ; X-land ; Wind, Water, Sand ; This, That and the Other, the Beginning and the End ; The Year of the horse. Ce cadre permet à Carolyn Carlson de se consacrer à un travail expérimental au sein de l’Opéra ; travail qui participe à l'essor de la Nouvelle danse française.
En 1976, Carolyn Carlson retrouve brièvement la Finlande pour la création de Kaiku avec le Ballet national de Finlande. La pièce marque la naissance de la danse contemporaine dans le pays[réf. nécessaire], et permet à la chorégraphe de rencontrer Jorma Uotinen qui intègre le GRTOP et l’accompagnera durant plusieurs années. Les jazzmen John Surman et Barre Phillips participent à cette création.
En 1979, elle crée le solo Writings on the wall à l’Opéra-Comique en collaboration avec le metteur en scène Petrika Ionesco. La pièce constitue l’occasion pour elle d’explorer les liens entre danse et théâtre.
Ces années sont aussi marquées par une nouvelle rencontre majeure, le compositeur René Aubry avec lequel elle entame une collaboration qui débute au Théâtre des Bouffes du Nord avec Running on the sounds of a thousand stones et se poursuit avec Slow, Heavy and Blue pour le Ballet de l’Opéra. Depuis lors, leurs parcours de créateurs seront liés de Blue Lady à Signes, d’Underwood à Steppe, jusqu’à leurs retrouvailles pour Le Roi penché en 2009, puis Now en 2014 et The Tree en 2021.

### Résidence à La Fenice
En 1980, Carolyn Carlson s'installe en Italie, pays où elle a créé l'année précédente, Trio avec Larrio Ekson et Jorma Uotinen à la Scala de Milan.
Italo Gomez, le directeur artistique de La Fenice, l'invite à Venise, met à sa disposition le Teatro Malibran et les moyens de constituer une nouvelle compagnie : le Teatrodanza La Fenice. Avec l’aide de Larrio Ekson et de Jorma Uotinen, Carolyn Carlson fonde un groupe qui compte dans ses rangs une part de ceux qui constitueront la première génération de chorégraphes contemporains italiens : Caterina Sagna, Rafaella Giordano, Luisa Casiraghi, Roberto Castello, Michele Abbondanza, Francesca Bertolli et Giorgio Rossi. Le Teatrodanza La Fenice produit Undici Onde (1981), Underwood (1982) et Chalk work (1983).
Cette période est aussi marquée par son travail avec René Aubry à la création de Blue Lady, solo qui deviendra la pièce la plus emblématique de sa carrière, créée après la naissance de leur fils.
À l’invitation de Gérard Violette et du Théâtre de la Ville, Carolyn Carlson revient à Paris en 1985. Avec une compagnie qui se compose de fidèles du Teatrodanza et de nouveaux venus parmi lesquels Toméo Vergès ou Lari Leong, elle crée trois pièces : Still Waters, Dark et Steppe. Elle répond également à des commandes de ballets : A Time exposure pour le Elliot Feld Ballet sur la musique de Joachim Kühn à New York et Shamrock avec le compositeur Gabriel Yared, pour le Het Nationale Ballet à Amsterdam. Elle participe à la pièce Cosmopolitan Greetings dirigée par Bob Wilson à Hambourg.
En 1989, elle entame une longue série d’improvisations avec des musiciens : John Surman qu’elle retrouve et Michel Portal avec lequel elle collaborera plusieurs années durant.

### Période finlandaise
En 1991, son parcours la ramène vers la Finlande. À l’automne, elle crée Maa pour le Ballet de l’Opéra national. La pièce marque sa première collaboration avec la compositrice Kaija Saariaho et sa rencontre avec les danseurs Tero Saarinen et Nina Hyvärinen. Cette période finlandaise se prolonge par deux créations Elokuu et Syyskuu, pour la Helsinki City Theatre Dance Company et Sininen porti pour le Aurinkobaletti au Kaupunginteatteri.

### Pérégrinations en Europe
L’année 1993 marque les retrouvailles avec la France et deux créations : le solo Don’t look back pour Marie-Claude Pietragalla et Commedia, spectacle mêlant danse, théâtre et musique, conçu avec Michel Portal pour le Schauspielhaus à Hambourg.
Elle accepte la direction du Ballet Cullberg pour une année. Avec la compagnie suédoise, elle crée Sub rosa en janvier 1995.
En juin, Carolyn Carlson retrouve le public du Théâtre de la Ville pour un nouveau solo majeur : Vue d’ici qui constitue une sorte de second chapitre de la narration débutée avec Blue Lady, douze années plus tôt.
En 1997, elle crée Signes avec le peintre Olivier Debré et René Aubry pour le Ballet de l'Opéra national de Paris. De la rencontre entre la chorégraphe et le peintre nait un ballet porté par les étoiles Marie-Claude Pietragalla et Kader Belarbi. À l’image des productions des Ballets russes de Diaghilev, Signes rassemble une chorégraphe, un peintre et un compositeur de renom à la recherche d’un théâtre total.[réf. nécessaire]
En 1998, Carolyn Carlson revient au Théâtre de la Ville pour Dall’Interno, pièce inspirée par la musique de Bob Dylan.
En 1999, Paolo Baratta lui propose la direction artistique de la première Biennale de la Danse de Venise. L’aventure se double de la création d’une école de danse, l'Academia Isola Danza, conduite en collaboration avec Simona Bucci. À Venise, elle chorégraphie des pièces liées à des lieux particuliers de la ville : Light bringers, créé en extérieur au Teatro Verde sur l’Île de San Giorgio Maggiore et J.Beuys song, conçu dans l’immense espace de l’Arsenal. Cette période est aussi marquée par plusieurs solos regroupés en deux programmes Solo Donna et Solo Men. Parmi eux, Man in a room, interprété par Tero Saarinen et inspiré par la peinture de Mark Rothko, constitue une expérience saisissante, une plongée dans la folie créatrice. En 2002, le second séjour vénitien se clôt comme le premier par la création d’un solo Writings on Water.

### Atelier de Paris-Carolyn Carlson
Parallèlement à l’expérience de Venise, elle fonde en 1999 avec Pierre Barnier, l’Atelier de Paris-Carolyn Carlson à La Cartoucherie, avec le soutien de la Ville de Paris. Outre ses propres masterclasses, Carolyn Carlson convie les plus prestigieux artistes de la scène internationale à enseigner comme Susan Buirge, Meredith Monk, Lucinda Childs, Trisha Brown, Benoît Lachambre ou Josef Nadj…
Soucieuse de rassembler maîtres de la danse, jeunes talents et publics, elle lance en 1999 le festival « June Events » sur un rythme biennal.
Pendant cette même période, elle crée le solo Kan (2001) interprété par Yutaka Takei, qui sera l’un des interprètes clefs de cette période et le trio Tigers in the tea house (2004), fruit de l’inclinaison de la chorégraphe pour l’Orient et le bouddhisme zen en particulier. Quelques mois plus tard, elle revient à Salt Lake City et chorégraphie Down By the River pour la compagnie de Joan Woodbury et Shirley Ririe, puis Wash the Flowers en 2005 pour le Ballet de Lucerne.

### Centre chorégraphique national de Roubaix
En 2005, Carolyn Carlson est nommée à la direction du centre chorégraphique national Roubaix - Nord-Pas-de-Calais. En novembre, elle signe Inanna, inspirée par les images de Francesca Woodman et les murs de la ville qu’elle découvre. Quelques mois plus tard elle crée, avec le duo d’artistes visuels Electronic Shadow, le solo Double Vision. La même année, elle chorégraphie If to leave is to remember pour le Ballet de Munich.
L’arrivée à Roubaix correspond, à la constitution d’une nouvelle compagnie Carolyn Carlson, tissée d’anciennes danseuses d’Isola Danza, d’interprètes de l’ex-Ballet du Nord et de danseurs rencontrés par la chorégraphe au cours de ses pérégrinations. Hidden, pièce d’inspiration chamanique sur la musique de Kaija Saariaho, et Eau, ballet écologique et contemporain sur les images d’Alain Fleischer, sont les pièces principales de cette période. Comme au GRTOP ou à Venise, la compagnie constitue une pépinière de jeunes créateurs que la chorégraphe soutient et encourage. En 2005, elle invite Juha Marsalo à chorégraphier Scène d’amour pour la compagnie. En 2008, elle transmet son solo Blue Lady à deux hommes, Tero Saarinen et Jacky Berger.
En 2009, le compagnonnage s’intensifie avec l’accueil d’une compagnie dont l’équipe du CCN a la charge administrative, la compagnie Zahrbat du danseur hip hop Brahim Bouchelaghem. Carolyn compose plusieurs poèmes pour sa création What did you say?, véritable source d’inspiration pour Brahim.
Carolyn crée Le Roi Penché en 2009 également, une pièce pour le jeune public, imaginée à partir d’un conte écrit par Marie Desplechin sur une musique de René Aubry.
Le 8 mars 2010, pour le « Printemps des poètes », elle partage la scène de l'Opéra comique avec la poétesse Brigitte Fontaine et la comédienne Dominique Blanc.
En 2010 et 2011, elle dédie deux solos à deux interprètes hors norme, Mandala pour Sara Orselli, danseuse et assistante de Carolyn sur de nombreuses pièces, et Wind Woman pour Céline Maufroid. La même année, Carolyn s’associe à Bartabas avec We Were Horses, pièce dans laquelle danseurs et écuyers dialoguent. En 2012, elle crée Synchronicity, puis en 2013, année prolifique et la dernière en tant que directrice du CCN de Roubaix, trois pièces dont Dialogue with Rothko, un solo hommage au peintre Mark Rothko. Elle chorégraphie également Woman in a room pour la danseuse étoile Diana Vishneva, puis All that falls, pour Céline Maufroid et Juha Marsalo.

### Carolyn Carlson Company
En 2014, elle fonde sa propre compagnie, la Carolyn Carlson Company, présidée par Bernard Faivre d'Arcier, dirigée par Claire de Zorzi – qui accompagne la chorégraphe depuis 2001 –, et accueillie en résidence au théâtre national de Chaillot de 2014 à 2016.
Très inspirée par l’œuvre de Gaston Bachelard, elle crée Pneuma en mars 2014 pour le Ballet de l’Opéra de Bordeaux, ainsi que Now, pièce pour sept danseurs de sa compagnie sur une musique de René Aubry, dont les premières représentations sont programmées à Chaillot en novembre 2014.
En 2015 elle transmet son solo mythique, Density 21.5, à l’une de ses fidèles danseuses, Isida Micani, puis crée Burning, pour le danseur coréen Won Myeong Won. En 2016, elle crée à Chaillot une pièce pour le jeune public, Seeds (retour à la terre) autour de l’écologie. Cette pièce pour 3 danseurs a un quatrième interprète virtuel, Elyx, petit bonhomme dessiné ambassadeur des Nations Unies et de la COP21, créé par Yacine Aït Kaci.
En 2017, elle revisite son spectacle Synchronicity, inspiré par Carl Gustav Jung en 2012 en créant Crossroads to Synchronicity, pour 6 danseurs.  
En 2021, elle crée The Tree [Fragments of Poetics on Fire], pièce pour 9 danseurs inspirée par Gaston Bachelard sur le thème de la nature. Après eau, Pneuma et Now, elle vient clore le cycle de pièces inspirées par le philosophe. Le calendrier de cette création a été bousculé par l'épidémie de Covid, et sa Première qui devait avoir lieu en janvier 2021 au Théâtre Toursky à Marseille, a eu finalement lieu au théâtre national de Chaillot le 19 mai 2021, jour de la réouverture des théâtres en France.  
En 2023, elle crée A Deal with Instinct, solo pour Yutaka Nakata danseur de sa compagnie, puis en juillet 2024, un autre solo pour le danseur et chorégraphe finlandais, Tero Saarinen, intitulé Room 7.
Son œuvre a été récompensée à de nombreuses reprises, en particulier par le premier Lion d'Or attribué par la Biennale de Venise à un chorégraphe en 2006. Carolyn Carlson est aussi commandeur des Arts et des Lettres et de la Légion d'honneur.
Elle est élue le 2 décembre 2020 au fauteuil 4 de l'Académie des beaux-arts,.

## Vie privée
Après sa séparation avec John Davis, elle rencontre en 1978 le compositeur français René Aubry, qui deviendra son compagnon et le père de son fils Aleksi Aubry-Carlson. René Aubry continuera à collaborer encore régulièrement avec elle au cours des années notamment avec des ballets comme Blue Lady (1983), Steppe (1990), Going Home (1992), Don't look back (1993), Signes (1997), Down by the River (2004), Le Roi Penché (2009), Now (2014) et The Tree (2021). 
En novembre 2019, Carolyn Carlson obtient la nationalité française.

## Activités connexes
Outre ses créations chorégraphiques, elle développe un travail d’écriture et de calligraphie. Elle a publié Le Soi et le Rien (Éditions Actes Sud, 2002), Solo, Poèmes et encres (Éditions Alternatives, 2003), Inanna (Éditions CCN, 2007) avec le scénographe et plasticien Euan Burnett-Smith, Brins d’herbe (Actes Sud, 2011), Dialogue avec Rothko, texte poétique à l’origine de son solo Dialogue with Rothko (Invenit, 2011), Traces d’encre (Actes Sud, 2013), Writings on Water (Actes Sud, 2017), catalogue de sa première exposition d’encres et dessins présentée au Musée La Piscine de Roubaix à l’été 2017, et Au bord de l'Infini (Le Passeur, 2019).
En 2013, la Bibliothèque nationale de France organise l'exposition Carlson, écriture et mouvement, afin de présenter au public une sélection de pièces et documents emblématiques de la danseuse-chorégraphe, qui faisait alors le don de ses archives à l'institution.
En 2015, le recueil de poèmes de l'écrivain français Erik Poulet-Reney intitulé La Femme de craie est préfacé de calligraphies de Carolyn Carlson. Il s'agit d'un hommage poétique de l'écrivain à la sensibilité et à la sensualité de Carolyn Carlson.
En 2017, sous l'impulsion de la commissaire d'exposition Hélène de Talhouët et de la Carolyn Carlson Company, La Piscine - musée d’art et d’industrie de Roubaix, présente l’exposition Writings on Water, du nom du ballet homonyme de Carolyn Carlson, qui regroupe plus d’une centaine de dessins et encres, posés sur le papier tout au long de la vie de la danseuse et chorégraphe.

## Principales chorégraphies
- 1972 : Rituel pour un rêve mort
- 1973 : Density 21.5
- 1973 : Enivrez-vous
- 1974 : Sablier prison
- 1974 : Il y a juste un instant
- 1975 : L'Or des fous, Les fous d'Or sur une musique de Igor Wakhévitch
- 1975 : X-Land
- 1977 : This, That, the Other, the Beginning and the End sur une musique de Igor Wakhévitch
- 1978 : The Year of the Horse
- 1979 : Trio
- 1979 : Writings on Water
- 1980 : Slow, Heavy and Blue
- 1980 : The Architects
- 1981 : Undici onde
- 1982 : Underwood
- 1983 : Chalk Work (L'Orso e la Luna) sur une musique de Igor Wakhévitch
- 1983 : Blue Lady sur une musique de René Aubry
- 1986 : Still Waters
- 1987 : A Time Exposure
- 1988 : Dark
- 1988 : Cosmopolitan Greetings avec Bob Wilson
- 1990 : Steppe sur une musique de René Aubry
- 1990 : Cornerstone sur une musique de John Surman
- 1991 : Maa sur une musique de Kaija Saariaho
- 1992 : Elokuu sur une musique de Mikko Mikkola
- 1992 : Going Home sur une musique de René Aubry
- 1992 : Syyskuu sur une musique de Mikko Mikkola
- 1992 : Siininen oui (Blue Gate)
- 1993 : Commedia sur une musique de Michel Portal
- 1993 : Don’t look back
- 1995 : Vue d'ici, the view
- 1996 : Avant-premières
- 1997 : Signes sur une musique de René Aubry et des décors d'Olivier Debré
- 1999 : Hydrogen Jukebox sur une musique de Philip Glass
- 1999 : Parabola
- 1999 : Seven woman seven women
- 2000 : Man in a room
- 2000 : Light Bringers sur une musique de Philip Glass
- 2001 : J. Beuys Songs
- 2001 : Spiritual Warriors et Kan (Prisoner of Freedom)
- 2002 : Writings on Water sur une musique de Gavin Bryars pour la Biennale de Venise
- 2002 : Des vices et des vertus
- 2002 : Le oreazioni sur une musique de Gavin Bryars
- 2002 : Dreaming Over Breakfast
- 2003 : Out of Focus pour le Ballet de Marseille
- 2004 : Paper Rain
- 2004 : Tigers in the Tea House
- 2004 : Down by the River sur une musique de René Aubry
- 2004 : Page #7
- 2005 : Inanna
- 2006 : Double Vision avec Electronic Shadow
- 2006 : If to Leave Is to Remember pour le Ballet de Munich
- 2007 : Hidden
- 2007 : Li
- 2008 : eau sur une musique de Joby Talbot, images et dispositif d'Alain Fleischer à l'Opéra de Lille
- 2008 : Blue Lady - Revisited pour les danseurs Tero Saarinen et Jacky Berger
- 2009 : Le Roi penché sur une musique de René Aubry
- 2010 : Man in a Room pour Tero Saarinen
- 2010 : Mundus Imaginalis à La Piscine-Musée de Roubaix
- 2010 : Mandala
- 2010 : Present memory
- 2010 : Immersion
- 2011 : Wind Woman
- 2011 : we were horses en collaboration avec Bartabas
- 2012 : Synchronicity
- 2013 : Dialogue with Rothko avec le compositeur et violoncelliste Jean-Paul Dessy
- 2013 : Woman in a Room pour la danseuse étoile Diana Vishneva
- 2013 : All That Falls
- 2014 : Pneuma pour l'Opéra National de Bordeaux
- 2014 : Now
- 2015 : Density 21.5
- 2015 : Burning
- 2016 : Seeds (retour à la terre) sur une musique d'Aleksi Aubry-Carlson
- 2017 : In the Night
- 2017 : Crossroads to Synchronicity
- 2019 : Islands – The Seventh man
- 2020 : Islands (Wind Women – The Seventh woman – The Seventh man – Mandala)
- 2021 : The Tree (Fragments of Poetics on Fire)
- 2022 : Who Dreams us?
- 2023 : A Deal with Instinct
- 2024 : Room 7

## Ouvrages de Carolyn Carlson
- Le Soi et le Rien (Self and Nothing), Actes Sud, coll. Le souffle de l’esprit, 2001  (ISBN 978-2742734412)
- Solo (poèmes et encres de l'auteur), éditions Alternatives, 2003  (ISBN 978-2862273785)
- Inanna (poèmes et photographies de Euan Burnet-Smith), éditions CCN, 2006
- Brins d'herbe, Actes Sud, 2011  (ISBN 978-2742797967)
- Dialogue avec Rothko, éditions Invenit, 2011  (ISBN 978-2918698272)
- Traces d'encre, Actes Sud, 2013  (ISBN 978-2330000172)
- Writings on water, Catalogue d'exposition co-écrit avec Hélène de Talhouët, Actes Sud, 2017  (ISBN 978-2-330-08128-7)
- Au bord de l'Infini, Le Passeur, 2019  (ISBN 978-2-36890-675-0)

## Prix et distinctions
- 1998 : Victoires de la musique, pour Signes à l’Opéra de Paris
- 2002 : Médaille de la Ville de Paris en novembre 2002
- 2006 : Lion d'or de la Biennale de danse contemporaine de Venise en juin 2006
- 2013 :  Commandeure de l'ordre des Arts et des Lettres (chevalier en 2000)
- 2020 : Membre de l'Académie des beaux-arts[11].
- 2021 :  Commandeure de la Légion d'honneur (chevalier 2000, officier 2013[14])

### Filmographie
- Karma One, An essay on Carolyn Carlson. Alain Mayor, 1977. L'interprète-chorégraphe, période seventies-GRTOP, au travail, aussi bien en répétition qu'en public, et délivrant par petites touches ses réflexions sur la danse.
- Carolyn Carlson Solo. André S. Labarthe, 1984. Journal de création de l'ultime semaine de répétitions de Blue Lady, solo magnétique et légendaire, créé en 1983.
- Carolyn Carlson, A Woman of many faces. Charles Picq, 1996. L'histoire de Carolyn, son maître Alwin Nikolais, sa nomination à l'Opéra de Paris comme chorégraphe résidente dans les années 1970 et la mise en place, à l'Opéra, du GRTOP.
- Empreintes, Le Regard du geste. Bel Air Media, Elisabeth Kapnist, 2008. Retour sur les moments-clés de la vie et de la carrière de Carolyn Carlson.
- Carolyn Carlson chorégraphie le Nord. Bernard Nauer, 2011. Documentaire autour de la création du spectacle Mundus Imaginalis 2010.
- Carolyn Carlson Company at work. Béatrice Camurat-Jaud, 2021. Documentaire autour de la création du spectacle The Tree.
- Carolyn Carlson, Dare to Risk (documentaire, sortie 2024)[15]. Commencé en 2012 par le cinéaste Damian Pettigrew et Carolyn Carlson, le long-métrage documentaire se concentre sur la création de plusieurs œuvres majeures de la chorégraphe y compris Synchronicity (2012), Dialogue avec Rothko (2013), Woman in a Room (2013) avec l'étoile russe Diana Vichneva, Now (2016), Seeds (2016), Crossroads to Synchronicity (2017) et Black Over Red (2017) avec Marie-Agnès Gillot[16].